# Yushania elevata
Yushania elevata är en gräsart som beskrevs av Tong Pei Yi. Yushania elevata ingår i släktet yushanior, och familjen gräs. Inga underarter finns listade i Catalogue of Life.